# 신고촌 (사이타마현 기타아다치군)
신고촌(新郷村)은 사이타마현 기타아다치군에 존재했던 촌이다.
1940년 4월 1일 가와구치시에 편입되어 소멸하였다. 현재 옛 지역은 '신고지역'이라고 불린다.
또한, 사이타마현 내에는 기타사이타마군에도 신고촌이 존재했다(1954년 하뉴시 성립에 따른 합병으로 소멸).

## 지리
- 현재의 가와구치시에 해당한다.
- 사이타마현 중앙(기타아다치) 지역의 남동부에 위치한다.
- 미누마 대용수 동쪽 가장자리가 마을의 북서쪽에서 남쪽으로 가로지른다.
- 오미야 대지 하토가야 지대의 남단에 해당하는 북쪽 절반은 대지이고, 남쪽 절반은 저지대이다.

## 역사
- 1889년 4월 1일 - 정촌제 시행에 병행하여, 기타아다치군 신고촌이 성립하였다.
- 1940년 4월 1일- 기타아다치군 하토가야정 (1950년 재분리), 2011년에 재편입), 시바촌, 가미네촌과 함께 가와구치시에 편입해, 신고촌은 소멸하였다.
- 1950년 11월 1일 - 하토가야정이 가와구치시에서 다시 분리 독립함에 따라 구 신고촌 지역은 별거지가 되었다. 구 신고촌 지역이 분구가 되었음에도 불구하고 가와구치시에 잔류한 것은 가와구치로부터의 분리의 찬반을 둘러싼 하토가야정의 혼란을 혐오했기 때문으로 보인다.